# Lill-Suoinak
Lill-Suoinak är en sjö i Jokkmokks kommun i Lappland och ingår i Luleälvens huvudavrinningsområde.